# Albin Roosval
Magnus Gottfrid Albin Roosval (4. srpna 1860 v Kalmaru – 13. listopadu 1943, Stockholm) byl švédský kulturní novinář, fotograf, režisér a filmový producent. Byl autorem kulturně-historických děl. V roce 1905 se stal majitelem dvorního Ateliéru Jaeger ve Stockholmu.

## Životopis
Albin Roosval byl synem velkoobchodníka Johna Roosvala a Johany Kramerové a bratrem umělkyně Gerdy Roosval-Kallstenius a historika umění Johnnyho Roosvala. Byl studentem v Lundu 1878–1882 a poté se vyučil profesionálním fotografem. V letech 1888–1907 publikoval v magazínu Fotografisk tidskrift , byl zakladatelem, tajemníkem a předsedou Fotografické asociace a Švédské fotografické asociace a kurátorem několika fotografických výstav. Byl zaměstnancem Švédské telegramové agentury 1899–1904.

## Kino Apollo
Albin Roosval byl prvním ředitelem kina Apollo, které bylo otevřeno 4. srpna 1907 v Hamngatsbackenu ve Stockholmu. Zde byly promítány krátké filmy zčásti od vlastní produkční společnosti Apollo, například krátké filmy Šťastná vdova, Balet z opery Mignon a Stockholmský hasičský sbor. Již na začátku byly „švédské obrázky“ uváděny jako exkluzivní specialita kina. Poprvé neměl Apollo pevně stanovené časy sledování, ale svůj repertoár ukázal v nepřetržitém sledu doprovázeném klavírní hudbou, tedy ranou formou nonstop kina. Roosvalovým cílem bylo promítat filmy švédské produkce. Vzhledem k tomu, že nabídka filmu byla malá, zahájil spolupráci s Oscarsteatern na natáčení částí jejich operet.

## Producent
- 1907 – Balett ur operan Mignon
- 1907 – Den glada änkan
- 1907 – Stockholms brandkår